# Puerto de Aiguadolç
Aiguadolç es un puerto deportivo ubicado en Sitges, Barcelona (España).

## Datos generales

Contraseña de la provincia marítima de Barcelona a la que pertenece.

### Localización
Se encuentra situado en la comarca del Garraf siendo el municipio más próximo Sitges, a 36 km de Barcelona.

#### Coordenadas geográficas
41°14′12″N 1°49′5″E / 41.23667, 1.81806
- Nación: España
- Comunidad autónoma: Cataluña
- Provincia: Barcelona
- Municipio: Sitges
- Provincia marítima: Barcelona

## Historia
La ciudad de Sitges se encuentra entre el mar Mediterráneo y la Cordillera Costera, siendo sus actividades económicas más destacadas la agricultura de la vid, la pesca y el comercio. Ya en el siglo I la ciudad giraba en torno a su puerto que funcionaba como punto de intercambio entre el Panadés y otros puntos del Mediterráneo romano, 
Como consecuencia de la promulgación de la Ley de Libre Comercio con América se produce el crecimiento y la consolidación de la actividad marítima.
Actualmente el Puerto de Aigualdolç es un puerto deportivo que ofrece una gran variedad de actividades deportivas como la pesca deportiva, buceo, regatas de cruceros, piragüismo y vela ligera.

## Estado de conservación
Sufre desbordes en los niveles marítimos periódicos de la bocana, que son solucionados con una pequeña draga propiedad del puerto.
Por otra parte, las instalaciones se encuentran algo envejecidas.

## Relación puerto-entorno natural
El puerto de Aiguadolç cuenta con el distintivo de Bandera Azul. La campaña bandera azul es un símbolo reconocido que exige el cumplimiento de exigentes niveles sanitario- ambientales y prohíbe el vertido de productos contaminantes como combustibles o aceites al mar. Los puertos que cuenten con este distintivo deberán facilitar la recogida, mediante bombas de aspiración, y el reciclado de los mismos.
Por otro lado el puerto de Aiguadolç está rodeado por un entorno natural protegido de alto interés medioambiental.

## Relación puerto-ciudad
La ciudad de Sitges tiene su origen en el puerto, en un principio puerto pesquero, que con la evolución de la ciudad, de sus necesidades y demandas, se transformó en un puerto deportivo. El puerto es impulsor económico y social, tanto en la ciudad de Sitges como en toda su área de referencia.

## Accesibilidad
Las principales vías de comunicación para llegar desde Barcelona son la autopista C-32, que es de peaje, la carretera comarcal C-31, también conocida como la carretera de costa del Garraf, la autopista AP-7, el servicio de trenes desde Barcelona, y el aeropuerto del Prat con una frecuencia aproximada de media hora.

## Información técnica
Puerto de diques convergentes. El dique de levante tiene dos tramos de 200 y 230 metros de longitud. El dique de poniente tiene también dos tramos de 200 metros. Estos dos diques tienen adosados muelles en toda su longitud. La dársena del oeste tiene cinco pantanales adosados al muelle de ribera.

### Diques de abrigo

#### Dique principal
- Longitud: 430 m
- Profundidad: 5 m
- Tipología Talud (escollera)

#### Contradique
- Longitud: 410 m
- Profundidad: 3 m
- Tipología Talud (escollera)

### Obras de atraque

#### Muelles Bloques
- Número:	4
- Calado:		2,5 m
- Longitud: 840m

### Pantalán
- Tipología 1: 	Número 7
  - Calado: 2,5 m
  - Longitud total: 840 m

- Tipología 2: 	Número 4
  - Calado: 2,5 m
  - Longitud total: 260 m

- Datos: Q9064582
- Multimedia: Port d'Aiguadolç / Q9064582